# Gostei
Gostei est une freguesia portugaise du concelho de Bragance, avec une superficie de 19,49 km2 pour une densité de population de 21,8 hab/km2 avec 425 habitants (2011). La freguesia de Gostei est constituée par les villages de Castanheira, de Formil et de Gostei. Elle eut un foral en 1298 et fut éteinte au début du XIXe siècle. Elle avait à peine une freguesia et, en 1801, 290 habitants.

## Patrimoine
- Pilori de Gostei